# Estesia
Estesia – rodzaj żyjących w późnej kredzie jaszczurek z kladu Anguimorpha, być może należący do grupy Monstersauria.

## Historia odkryć
Rodzaj i gatunek typowy, Estesia mongoliensis, zostały opisane w 1992 roku przez Marka Norella i współpracowników w oparciu o niemal kompletną, dobrze zachowaną czaszkę wraz z żuchwą (IGM 3/14) odkrytą w 1990 roku na Wzgórzu Jaszczurek w Chulsan, w górnokredowych osadach formacji Barun Goyot na pustyni Gobi w Mongolii. W późniejszych latach odnaleziono również szczątki Estesia w Chermin Caw, Bajn Dzak, w osadach formacji Dżadochta i Uchaa Tołgod. Wiek tych lokalizacji datuje się na około 77–80 mln lat. Nazwa Estesia mongoliensis honoruje Richarda Estesa, który badał wymarłe jaszczurki, oraz odnosi się do Mongolii – miejsca znalezienia holotypu.

## Systematyka
Według analizy filogenetycznej przeprowadzonej przez Norella i współpracowników (1992) Estesia należy do grupy Varanoidea, a jej taksonem siostrzanym jest rodzina waranowatych, przez autorów rozumiana jako klad obejmujący rodzaje Lanthanotus i Varanus. Drzewo filogenetyczne dłuższe o jeden stopień od najbardziej parsymonicznego grupowało jednak Estesia z helodermami, a nie waranami. Odkrycie stosunkowo dobrze zachowanej puszki mózgowej – zniszczonej u holotypu – i połączonego z nią niekompletnego szkieletu pozaczaszkowego pozwoliło na dokładniejsze zbadanie osteologii i pozycji filogenetycznej Estesia. Analiza przeprowadzona przez Gao i Norella (1997) wsparła hipotezę o bliższym pokrewieństwie tego rodzaju z helodermami niż z waranami. Kolejna analiza, wykonana przez Lee (1997), umiejscowiła Estesia w politomii z Helodermatidae, Gobidermatidae oraz kladem obejmującym wszystkie pozostałe Varanoidea, m.in. Varanidae, mozazaury i węże. Termin Varanoidea w definicji Gao i Norella odnosi się do znacznie mniej obszernego kladu, który prawdopodobnie nie obejmuje Monstersauria, a tym samym również Estesia. Ze wstępnej analizy kladystycznej przeprowadzonej przez Yi i Norella (2010) wynika, że Estesia jest najbardziej bazalnym przedstawicielem kladu Varaniformes (obejmującego wszystkie łuskonośne bliżej spokrewnione z Varanus varius niż z Heloderma suspectum lub Mosasaurus hoffmanni). Conrad i współpracownicy (w tym Norell) oraz sami Yi i Norell (2013) uznali później, że ten wynik może być rezultatem uwzględnienia przez Yi i Norella (2010) zbyt ograniczonej liczby taksonów – obie te analizy potwierdziły przynależność Estesia do Monstersauria. W obszernej analizie łuskonośnych Gauthier i współpracownicy (2012) uzyskali odmienną pozycję filogenetyczną tego taksonu: w analizie opartej na zasadzie największej parsymonii Estesia znajdowała się na drzewie filogenetycznym poza Varanoidea jako takson siostrzany dla tego kladu, natomiast analiza wykorzystująca wnioskowanie bayesowskie mocno wspierała hipotezę o bliższym pokrewieństwie Estesia z waranami niż z helodermami.

## Budowa i paleobiologia
Estesia jest największym znanym przedstawicielem Monstersauria – długość czaszki holotypu wynosi ok. 15 cm. Na czaszce Estesia prawdopodobnie nie występowały przyrośnięte do niej osteodermy – odkrycie w 1997 roku niewielkiej bliznowatej struktury na wyrostku nadskroniowym zasugerowało, że Estesia mogła mieć niewielkie czaszkowe osteodermy, jednak nie odkryto ich u żadnego ze znanych okazów. Zęby były zakrzywione ku tyłowi i ostro zakończone. Długie kanaliki umiejscowione wzdłuż zębów są podobne do kanalików jadowych występujących u współczesnych heloderm. Podobne struktury występują również u innych jaszczurek blisko spokrewnionych z helodermami, co sugeruje, że również Estesia była jadowita.
W pobliżu szczątków Estesia odnaleziono kilka zgrupowań skamieniałości niewielkich dinozaurów – przypuszczalnie ich gniazda – dlatego Norell i in. sugerowali, że zwierzęta te mogły stanowić potencjalną zdobycz dla Estesia. Autorzy podali przykład współczesnych Varanoidea, które często polują na małe i młode zwierzęta i penetrują ptasie gniazda. Silne skostnienie i rozmiar kości śródręcza i nadgarstka sugerują, że kończyny przednie Estesia były co najmniej równie silne jak u współczesnych waranów i heloderm.